# 21 Singles
| Recensione | Giudizio |
| ---------- | -------- |
| AllMusic   | link     |
| Blender    | link     |

21 Singles è una compilation del gruppo musicale britannico The Jesus and Mary Chain, pubblicata il 1 luglio 2002.

## Descrizione
Come recita il titolo, contiene 21 dei singoli della band in ordine di uscita, dalla quindiciennale carriera, tra cui diversi brani da Psychocandy.
Le versioni dei singoli di molte di queste canzoni differiscono dalle versioni degli album. Ad April Skies manca il versetto finale della versione LP; a Happy When It Rains manca il coro finale; Rollercoaster è la versione originale dell'EP, che presenta una drum machine ed eco sulle voci; Come On è in versione estesa.

## Tracce
1. Upside Down – 2:59
2. Never Understand – 3:05
3. You Trip Me Up – 3:52
4. Just Like Honey – 2:33
5. Some Candy Talking – 2:59
6. April Skies – 5:26
7. Happy When It Rains – 3:42
8. Darklands – 3:17
9. Sidewalking – 2:26
10. Blues from a Gun – 3:32
11. Head On – 2:52
12. Rollercoaster – 3:43
13. Reverence – 3:02
14. Far Gone and Out – 4:43
15. Almost Gold – 3:20
16. Snakedriver – 4:43
17. Sometimes Always – 3:18
18. Come On – 4:09
19. I Hate Rock 'n' Roll – 3:42
20. Cracking Up – 2:37
21. I Love Rock 'n' Roll – 3:11

### Pubblicazioni originali
- Tracce 1 e 9: singoli non in album
- Tracce 2, 3 e 4: dall'album Psychocandy del 1985
- Traccia 5: dall'EP Some Candy Talking del 1986
- Tracce 6, 7 e 8: dall'album Darklands del 1987
- Tracce 10 e 11: dall'album Automatic del 1989
- Tracce 12, 13, 14 e 15: dall'album Honey's Dead del 1992
- Traccia 16: dalla compilation The Sound of Speed del 1993
- Tracce 17 e 18: dall'album Stoned & Dethroned del 1994
- Tracce 19, 20 e 21: dall'album Munki.

Alcune tracce differiscono dalle versioni degli album elencati.